# Municipio de Union (condado de Isabella)
El municipio de Union (en inglés: Union Township) es un municipio ubicado en el condado de Isabella en el estado estadounidense de Míchigan. En el año 2010 tenía una población de 12927 habitantes y una densidad poblacional de 175,21 personas por km².

## Geografía
El municipio de Union se encuentra ubicado en las coordenadas 43°34′32″N 84°49′1″O / 43.57556, -84.81694. Según la Oficina del Censo de los Estados Unidos, el municipio tiene una superficie total de 73.78 km², de la cual 72.93 km² corresponden a tierra firme y (1.16%) 0.85 km² es agua.

## Demografía
Según el censo de 2010, había 12927 personas residiendo en el municipio de Union. La densidad de población era de 175,21 hab./km². De los 12927 habitantes, el municipio de Union estaba compuesto por el 87.61% blancos, el 3.75% eran afroamericanos, el 3.24% eran amerindios, el 1.88% eran asiáticos, el 0.01% eran isleños del Pacífico, el 0.6% eran de otras razas y el 2.91% pertenecían a dos o más razas. Del total de la población el 3.22% eran hispanos o latinos de cualquier raza.